# Duel of the Fates
Pistes de Star Wars, épisode I : La Menace fantôme
Star Wars Main Title and The Arrival at Naboo
(1) Anakin's Theme
(3)
Duel of the Fates est un thème musical récurrent de la  prélogie de Star Wars, composé par John Williams et enregistré par le London Symphony Orchestra et les London Voices.

## Genèse
Selon Dave Filoni, le nom « Duel of the Fates » vient du fait que le duel entre Dark Maul et les Jedi Qui-Gon Jinn et Obi-Wan Kenobi, où le thème musical est utilisé, a une grande importance. Le « Duel of the Fates » met en jeu le destin d'Anakin Skywalker, en confrontant les Jedi qui l'ont trouvé et doivent le former à un Sith malveillant. Or, Qui-Gon Jinn, le seul capable d'entraîner Anakin, est tué durant ce combat, ce qui change son destin vers un échec progressif au cours de la prélogie.

## Composition musicale
John Williams, compositeur de la plupart des thèmes de Star Wars, a aussi créé celui-ci. L'orchestre symphonique de Londres joue le thème. Il commence avec un chœur de 88 chanteurs qui chantent forte quoique a cappella le chant épique médiéval gallois Cad Goddeu en sanskrit (langue choisie par Williams parmi les langues anciennes qu'il pouvait prendre et qui donne un effet religieux), suivis d'une mélodie à la clarinette. Cet ostinato après le chœur suit un rythme troublant qui maintient la tension durant les scènes où le thème est utilisé,,,.

## Réception
Le thème musical est souvent considéré comme étant l'un des principaux éléments à faire du duel de la fin de La Menace fantôme l'un des plus appréciés de la saga Star Wars, en faisant de la scène de combat plus qu'un simple duel d'escrime. Il est notamment jugé représentatif de la prélogie,,,,. Le site Screen Rant considère qu'il s'agit de l'un des cinq éléments à retenir de La Menace fantôme.
Il s'est imposé comme étant, avec The Imperial March, le thème Star Wars la plus apprécié, le plus célèbre et le plus écouté,. Le site CBR le classe comme étant le meilleur de la saga et le décrit comme « une pièce symphonique sans faille »,. C'est aussi la musique la plus demandée du Requestival de triple j, événement durant lequel les auditeurs peuvent écouter les musiques que la plupart d'entre eux demande.
Après écoute de ce thème, Dan Golding affirme cela :

« En termes de capacité brute, Williams devrait être à la hauteur de n'importe lequel des grands classiques de n'importe quelle période. »

Il dit aussi du compositeur de Duel of the Fates que « c'est le Mozart de notre époque, et le Wagner que Wagner aurait souhaité pouvoir être ». John Williams gagne ainsi une renommée encore plus importante à la suite de La Menace fantôme.

## Postérité

### DansStar Wars
Duel of the Fates est réutilisé dans une version abrégée dans L'Attaque des clones lorsqu'Anakin Skywalker recherche sa mère. Puis aussi dans une version abrégée dans La Revanche Des Sith lors de la dernière phase du combat entre Yoda et Palpatine dans le sénat. Elle est partiellement incluse dans Battle of the Heroes, le thème du duel à Mustafar de la fin du film.
Dans l'épisode 10 de la saison 7 de The Clone Wars, le combat entre Ahsoka Tano et Maul rend hommage au combat entre celui-ci et les Jedi Qui-Gon Jinn et Obi-Wan Kenobi. Quelques passages de Duel of the Fates peuvent être entendus, notamment les chœurs.
En plus des adaptations de La Menace fantôme, le thème est utilisé dans d'autres jeux vidéo de l'univers Star Wars parmi lesquels :
- Star Wars: The Clone Wars ;
- Lego Star Wars, le jeu vidéo ;
- Star Wars, épisode III : La Revanche des Sith ;
- Star Wars: Empire at War ;
- Star Wars: Battlefront II ;
- Star Wars : Le Pouvoir de la Force ;
- Star Wars Episode I: Racer.

De manière générale, ce thème musical devient dans indubitablement pour le grand public lié à Dark Maul, le personnage qui combat les Jedi lors du duel qui utilise le plus et pour la première fois ce thème. Il est ainsi régulièrement choisi lorsqu'il est question de Maul.
Duel of the Fates devait être le titre du neuvième Star Wars. Toutefois, celui-ci est ensuite renommé finalement The Rise of Skywalker. Il reste cependant un ancien script (non conservé pour le film) lié à la version Duel of the Fates du dernier film de la saga Skywalker.

### Dans la culture
Il est également présent dans le jeu vidéo Soul Calibur IV dans lequel trois personnages issus de Star Wars sont jouables.
On peut aussi l'entendre dans l'épisode C'est moi qui l'ai fait ! des Simpson.
Le groupe Rabbit Junk l'a samplé pour son morceau Demons présent sur l'album Reframe.
La ville de Pénestin propose en 2021 de voter pour le choix de la musique pour terminer la série de feux d'artifice du 14 juillet. Parmi les trois musiques de films proposées, Duel of the Fates est la première.